# Rjúzó Morioka
Rjúzó Morioka (* 7. října 1975) je bývalý japonský fotbalista.

## Reprezentační kariéra
Rjúzó Morioka odehrál 38 reprezentačních utkání. S japonskou reprezentací se zúčastnil Mistrovství světa 2002.

## Statistiky
| Japonsko | Japonsko | Japonsko |
| Roky     | Záp.     | Góly     |
| -------- | -------- | -------- |
| 1999     | 7        | 0        |
| 2000     | 14       | 0        |
| 2001     | 11       | 0        |
| 2002     | 2        | 0        |
| 2003     | 4        | 0        |
| Celkem   | 38       | 0        |